# Alberto Meda
Alberto Meda est un ingénieur et designer italien, né en 1945 à  Tremezzina, une commune de la province de Côme dans la région Lombardie

## Biographie
Il obtient son diplôme d'ingénieur en mécanique à l'École polytechnique de Milan en 1969. Il commence sa carrière comme ingénieur assistant chez Magneti Marelli.
Alberto Meda se lance dans le design en 1973, à la suite de sa rencontre avec Giulio Castelli de Kartell et devient le directeur technique de cette firme spécialisée dans la fabrication d'objets en matière plastique. Au cours de cette période il expérimente de nouveaux matériaux plastiques comme le polyuréthane et de nouveaux procédés.
En 1979, il devient ingénieur et designer indépendant. En 1984, il signe sa première création : la lampe mobile Jack. Depuis, il crée de nombreux objets et travaille pour de grandes marques telles que : Alias, Alessi, Ideal Standard, Luceplan, Mandarina Duck, Philips, Vitra…
Alberto Meda est installé à Milan. Il est chargé de cours à la Domus Academy et à l'École polytechnique de Milan. Il a été primé à deux reprises avec le prix du Compas d'or pour les lampes Lola et Metropoli et  comme Créateur de l’Année du Salon du Meuble de Paris. Certaines de ses créations font partie de la collection du MoMA.

## Son œuvre

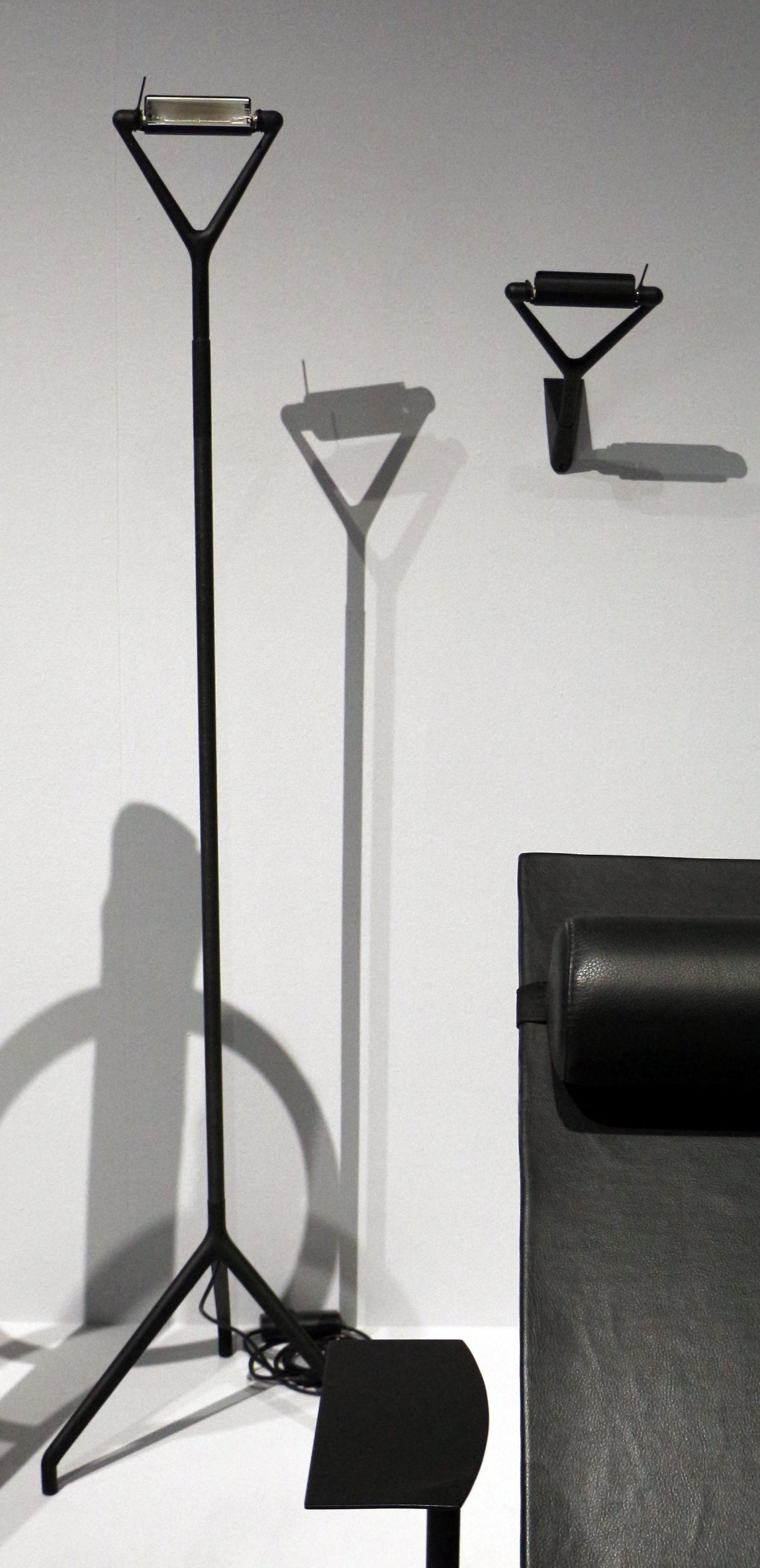
Lamp and applique Loal (1987) by Paolo Rizzato and Alberto Meda, Musée national d'art moderne, Paris

Contrairement à beaucoup de designers italiens qui ont une formation d'architecte, Alberto Meda a une formation d'ingénieur. Meda, revendique d'ailleurs une admiration pour Jean Prouvé et Charles Eames, tous deux ingénieurs et designers.
Le design de Meda, épuré et élégant, fait souvent appel à des innovations techniques. La chaise Light Light, par exemple, fabriquée en Nomex et fibres de carbone pèse moins d'un kilogramme. De même, les lampes articulées Berenice et Fortebraccio qu'il crée pour LucePlan allient une sophistication technique à un design simple.
Rolf Fehlbaum, président de l'entreprise Vitra déclarait au sujet de Eames, Prouvé et Meda « leurs créations sont empreintes de nécessité technique, cependant elles sont étonnement personnelles. Une réponse d'ingénieur suscite souvent notre respect, mais nous donne rarement du plaisir. »

## Réalisations marquantes
- Lampe Berenice (1985), LucePlan
- Chaise Light Light (1987), Alias
- Lampe Titania (1989), LucePlan
- Chaise Bigframe (1994), Alias
- Lampe On Off (1998), LucePlan
- Chaise Meda chair (1996), Vitra